# Gardsko jezero
Gardsko jezero (italijansko Lago di Garda) je jezero ledeniškega nastanka v Italiji. Poleg jezera je zabaviščni park Gardaland.

## Geografija
Jezero Garda z okolico geografsko spada v severozahodni del pokrajine Benečija, ki meji na zahodu na Lombardijo, na severu na avtonomno pokrajino Trentinsko - Zgornje Poadižje.
Gardsko jezero ima značilno podolgovato obliko z ožjim delom na severu, ki je obdan z gorami skupine Baldo in pahljačasto razširjenim na jugu. Falična oblika je značilna za morensko dolino, ki je verjetno nastala zaradi delovanja ledenika, na južni strani so tudi številne čelne morene. Čeprav so sledovi delovanja ledenika očitni, v zadnjih letih domnevajo, da je ledenik zapolnil že obstoječo depresijo, ki jo je ustvaril z erozijo potok pred 5-6.000.000 leti. Venec čelnih moren je verjetno nastajal v več obdobjih poledenitev (günz, mindel, riss, würm). Morensko območje je široko 35 km, sega pa na jug okoli 15 km. Severne obale so strme do navpične z zanimivimi oblikami imenovanimi ledeniški mlini (Marmitte dei Giganti vidni pri kraju Arco), ki so nedvoumne priče delovanja ledeniške erozije.
Jezero ima številne majhne otoke in pet glavnih, največji je Isola del Garda. Južno od tega leži Isola San Biagio, znan tudi kot Isola dei Conigli (otok zajcev). Oba ležita ob zahodni obali v bližini kraja San Felice del Benaco. Ostali trije večji otoki so še Isola dell'Olivo, Isola di Sogno in Isola di Trimelone, vsi ležijo proti severu ob vzhodni strani. Glavni pritok je reka Sarca, edini iztok je reka Mincio.
Če je vodostaj reke Adiže previsok, se odvečna voda preusmeri v jezero skozi umetni predor Mori - Torbole.

## Mesta in vasi ob jezeru
Staro utrjeno mesto Sirmione se nahaja na južni strani jezera na dolgem polotoku in je še posebej priljubljena destinacija s spa kompleksom Virgilio & Catullo, številnimi restavracijami, bari, hoteli, modnimi trgovinami in trgom. Slikovit Scaligerijev grad izvira iz 13. stoletja. Tukaj je imel vilo rimski pesnik Katul. Na tem mestu je urejeno arheološko najdišče rimskih term imenovano Grotte di Catullo. Na rtu polotoka so tudi žvepleni izviri z zdraviliščem za zdravljenje raznih alergij. V bližini je Gardaland, eden od najbolj znanih zabaviščnih parkov v Italiji.
Občine ob jezeru z naselji so:
| Trentinsko - Zgornje Poadižje/Južna Tirolska | Benečija | Lombardija |
| Trentino (v smeri ure: zahod - vzhod)        | Okraj Verona (v smeri ure: sever - jug)                                                                                             | Okraj Brescia (v smeri ure: jug - sever) |
| -------------------------------------------- | --- | --- |
| - Riva del Garda - Nago-Torbole              | - Malcesine - Brenzone - Torri del Benaco - Garda, Verona\|Garda - Bardolino - Lazise - Castelnuovo del Garda - Peschiera del Garda | - Sirmione - Desenzano del Garda - Lonato - Padenghe sul Garda - Moniga del Garda - Manerba del Garda - San Felice del Benaco - Salò - Gardone Riviera - Toscolano-Maderno - Gargnano - Tignale - Tremosine - Limone sul Garda |

## Podnebje
Območje Gardskega jezera ima zelo milo submediteransko podnebje. Tukaj se mešajo vplivi Alp, Jadranskega morja in samega jezera. Poletja so topla in praviloma sončna, prijetno klimo pa povzroča tudi popoldanski svež veter s celine. Zime so mile, pozebe praktično ne poznajo.

## Živalstvo
Salmo carpio, znana tudi carpione (carpione del Garda), je redka vrsta postrvi, ki je endemična na Gardskem jezeru. Populacija se je močno zmanjšala ter velja za zelo ogroženo (IUCN 3.1). Glavne grožnje so čezmerni ribolov, onesnaževanje in verjetno tudi tuje vnesene vrste, kot so Coregonus in druge vrste postrvi.
Odrasla jezerska postrv je v času izven parjenja srebrne barve z zelo malo črnih pik na telesu. V času parjenja samci dobijo temno lisasto obarvanost trupa. Te postrvi dosežejo dolžino do 50 cm. Živijo v globini od 100 do 200 metrov. Hranijo se z zooplanktonom in raki. Samci in samice dosežejo spolno zrelost pri dveh ali treh letih. Drstenje poteka v globini 50 do 300 m v bližini podvodnih izvirov. Največja starost je pet let.

## Olje in trta
Zaradi blage klime so bile oljke na Gardskem jezeru zasajene in proizvedeno olje že v času Rimljanov. Izčrpen vpogled v proizvodnjo oljčnega olja je mogoče dobiti z obiskom ene od mnogih stiskalnic in manjših lokalnih muzejev.
Vse naokoli jezera na slikovitih hribih se nahajajo številne vinorodne površine. Tukaj rastejo znane trte iz katerih pridelujejo najbolj znano vino bardolino. Vinske kleti in kmetije povezuje vinska cesta imenovana Bardolino, ki je dolga 80 km. Poleg vina bardolino, ki je svetlo rubinaste barve, je znana tudi različica rosé iz Chiaretta.

## Znamenitosti

### Arboretum Arco
Arboretum Arco je arboretum in botanični vrt, ki se nahaja na Viale delle Palme 1 v kraju Arco. Velik je 1 ha. Arboretum je ustanovil leta 1872 nadvojvoda Albert okoli svoje vile, nedaleč od Gardskega jezera. Leta 1964 je bil obnovljen kot miniaturna pokrajina, rastline so bile rekonstruirane v naravnih okoljih. Leta 1993 je postal del tridentinskega Naravoslovnega muzeja. Danes arboretum vsebuje okoli 150 vrst rastlin iz celega sveta, vsaka je označena z latinskim imenom, družino, skupnim imenom in območjem izvora.

### Biotop Marocche di Dro
Biotop Marocche di Dro je zaščiteno naravno območje od leta 1989. To je eno od redkih zaščitenih habitatov, razvrščenih kot sušno območje in ne mokrišče. Zavzema površino 250,84 ha.
Na področju Marocche di Dro je najbolj impresiven pojav prelom in plaz, zdrs kamnitega materiala. Gre za velik starodaven plaz iz časa po zadnji poledenitvi. Med izkopavanji za gradnjo hidroelektrarne so odkrili veliko ploščo iz rimskega časa.

### Biotop Mount Brione
Biotop Mount Brione je zaščiteno naravno območje ustanovljeno leta 1992. Zavzema površino 66,28 ha in leži v avtonomni pokrajini Trento.
Monte Brione je 374 m visok hrib. Leži na planoti Basso Sarca med Riva del Garda in Arco. To je neke vrste skalna stena, ki se zlagoma spušča proti zahodu in vzhodu in ima tudi pečine, ponekod visoke tudi do 250 m, navadno iz skrilavca. Za Monte Brione je značilen listnat gozd črnega gabra (Ostrya carpinifolia) in sklerofilno črničevje (Quercus ilex).
Tukaj se nahajajo tudi številne utrdbe avstro-madžarske vojske iz leta 1859 in iz prve svetovne vojne.

### Les Caproni
Kamnita tlakovana pot vodi skozi oljčne nasade in gozd črnega hrasta, makije, jesena in divje češnje, ob suhih kamnitih zidovih, do starega kamnoloma oolita. V nekaterih delih poti so vidne globoke brazde, ki so jih pustile sani, s katerimi so prevažali les, predvsem kostanj, v dolino.
Gozd je dobil ime po Gianniju Caproniju (1886-1957), pionirju letalstva in slavnemu industrialcu med obema svetovnima vojnama, rojenem v kraju Massone v bližini Arca, in ki je v tridesetih letih uvedel projekt pogozdovanja in varovanja območja. Leta 1996 je mesto Arco prevzelo park v upravljanje v skladu s sporazumom s Prirodoslovnim muzejem v Trentu, katerega namen je bil ponovno vzpostaviti naravno in kulturno dediščino. To je pomenilo obnovo obstoječe poti in izvajanje okoljskih raziskav lesa in kamnoloma.
Najlepši del je na spodnjem koncu dolinice, kjer pot vodi po dnu starega rečnega korita, ki je močno preoblikovala skale in ustvarila ozko dolino z gladkimi stenami. Voda je oblikovala številne spodmole, ki jih že dolgo uporablja človek za zavetje in varnost. Dokazilo o navzočnosti človeka skozi stoletja so  številne gravure in grafiti.

### Slap Varone
Slap Varone je geološka redkost. Njegov nastanek sega v kvartar, ko je izginjal super ledenik. Leži v soteski, ki prodira 55 metrov v notranjost in je 73 metrov globoka. Celoten slap je visok 98 metrov. Slap je možno opazovati iz dveh različnih točk: od spodaj in z višine 40 m. Vhod je načrtoval arhitekt Maroni.

## Zgodovina
V zgodovini je bilo Gardsko jezero z bližnjo okolico pogosto prostor velikih bitk:
- Bitka ob jezeru Benacus, kjer so rimske sile porazile Alamae v letu 268.
- Bitka pri Rivoli 14.–15. januarja 1797  med francosko armado Napoleona I. proti Avstriji.
- Bitka pri Solferinu leta 1859, v času italijanskega Risorgimento. Grozne posledice te bitke so bile razlog za sprejetje Ženevske konvencije in oblikovanje Rdečega križa.
- Povezan z nacisti, je Benito Mussolini ustanovil sedež svoje Repubblica Sociale Italiana (RSI), imenovano tudi Repubblica di Salò konec leta 1943 v vili v mestu Salò. Služila je kot izhodišče za vojaške operacije in komunikacije nemških vojakov, ki so zasedli severno Italiji med drugo svetovno vojno konec leta 1943.